# Stéphane Mallarmé
Stéphane Mallarmé (Parijs, 18 maart 1842 – Valvins (gemeente Vulaines-sur-Seine), 9 september 1898) was een Frans dichter en criticus.
Hij staat bekend als een rechtstreekse voorloper van de symbolistische beweging, die in de jaren 1880 ontstond in Frankrijk. Vanaf de jaren 60 ontwikkelde hij een hermetische stijl getekend door intellectualisme en door de abstractie van het Duitse idealisme. Volgens Mallarmé moet dichtkunst suggereren en onbewust op de lezer inwerken. De dichter kan de werkelijkheid omvormen door het menselijke intellect consequent aan te wenden en door gebruik te maken van alle muzikale en magische krachten van de taal. In zijn literair-esthetische essays onderscheidt Mallarmé het alledaagse, communicatieve taalgebruik (la parole immédiate) van het poëtische taalgebruik (la parole essentielle). Dit laatste werkt in op de lezer met klanken, agrammaticale associaties en (magische) symbolen, opdat de innerlijke werkelijkheid het best zou benaderd worden.

## Biografie

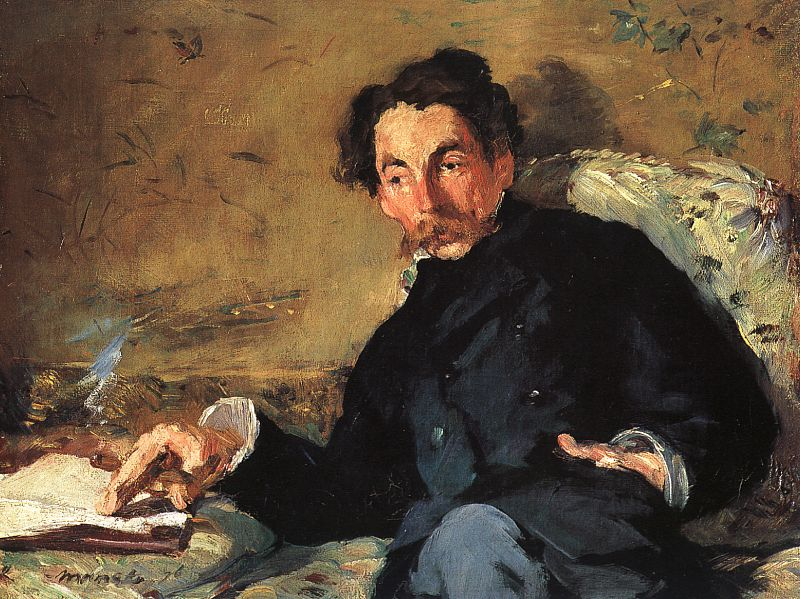
Édouard Manet, Portret van Stéphane Mallarmé, 1876

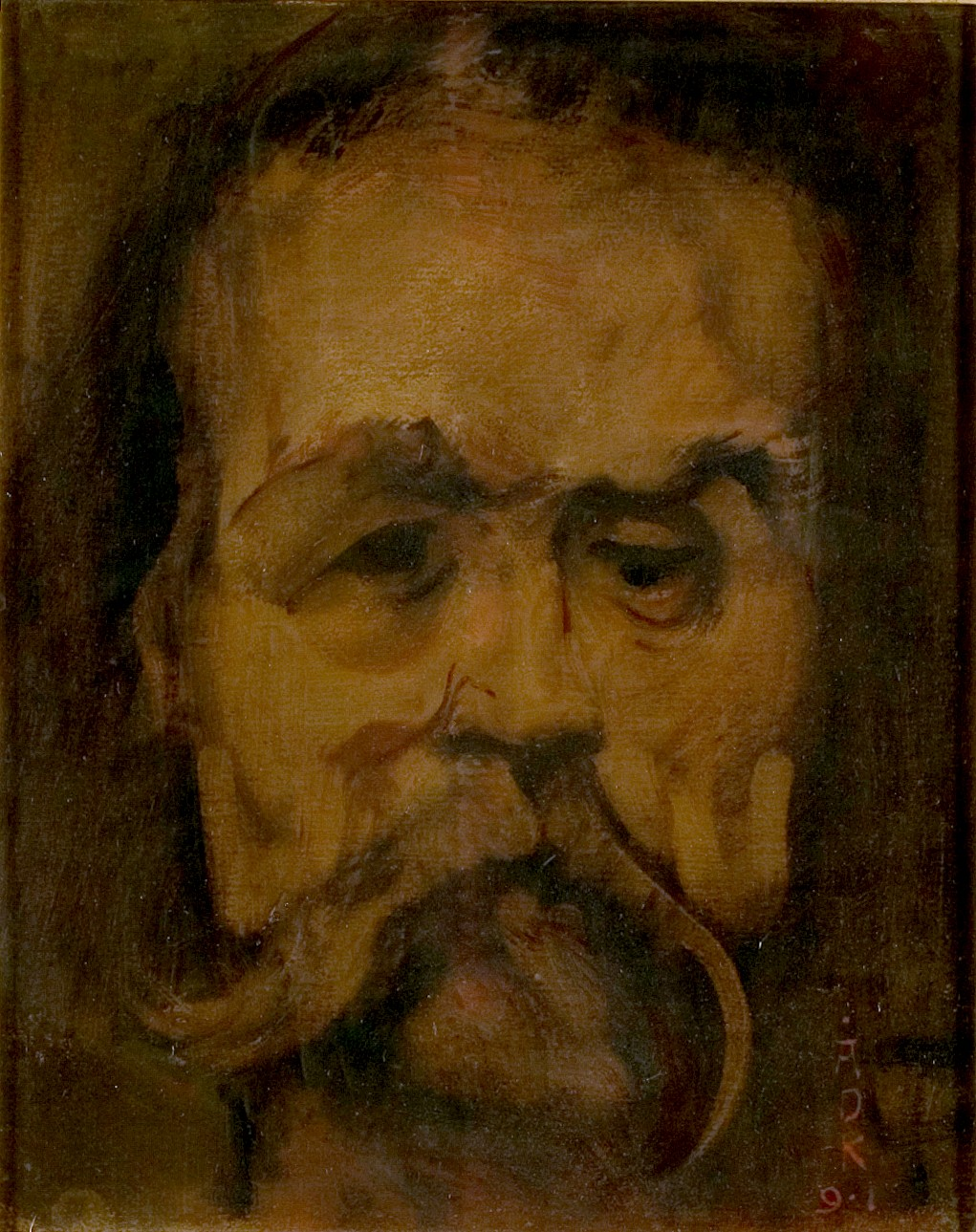
Antoon Derkinderen Portret van Stephane Mallarme, 1891

Mallarmé werd geboren als Étienne Mallarmé. Na zijn militaire dienst en een verblijf in Londen waar hij trouwde, werkte hij gedurende een groot deel van zijn leven als leraar Engels in Parijs. Als gevolg daarvan was hij relatief arm, maar dit verhinderde hem niet uit te groeien tot een belangrijke Franse dichter en criticus.
Hij had contacten met Manet en Zola en heeft in 1873 zelfs Hugo ontmoet. Aan huis organiseerde hij zijn toonaangevende salon (samenkomst van intellectuelen, waar men discussieerde over gedichten, kunst en filosofie). Zijn salon stond bekend als les Mardistes, omdat hij op dinsdag ontving. Vooral door deze bijeenkomsten slaagde Mallarmé er in een belangrijke invloed uit te oefenen op een hele generatie van Franse schrijvers.
Aan het einde van zijn leven was hij een van de meest gevierde dichters van zijn tijd. Dichters als Verlaine schreven lofzangen over hem en auteurs als Paul Valéry en André Gide bezochten regelmatig zijn salon op dinsdagavond. Aan het einde van zijn leven koos hij de zijde van Émile Zola in de Dreyfusaffaire, toen deze zijn open brief aan de president J'accuse...! publiceerde.
Na zijn pensioen kon hij nog bij de begrafenis van Paul Verlaine aanwezig zijn, voor hij zelf op 9 september 1898 stierf.

## Betekenis voor de literatuur
Mallarmé zit op een kruispunt van stijlen aan het eind van de 19e eeuw in Frankrijk. Zijn vroege werk sluit nauw aan op de stijl, zoals deze gevestigd werd door Charles Baudelaire. Daarnaast ondergaat hij een niet geringe invloed van romantische schrijvers zoals Victor Hugo.
Zijn fin-de-sièclestijl echter anticipeert reeds op de 20e-eeuwse kunstvormen, zoals het dadaïsme en het surrealisme. Een van de kenmerken van de poëzie van Mallarmé is de versmelting van de dichtkunst met andere kunstvormen. Dit zou een aanzet zijn voor het opbloeien van het dadaïsme, het surrealisme en het futurisme in het begin van de 20e eeuw. Deze stromingen onderzoeken de spanning tussen de woorden zelf en de wijze waarop deze worden gecommuniceerd.
Waar het meeste van zijn latere werk zich vooral met de vorm bezighoudt, kan men toch zeggen dat het werk van Mallarmé in het algemeen wordt gekenmerkt door de wederzijdse beïnvloeding van stijl en inhoud. Dit is bijzonder duidelijk in zijn innovatieve Un coup de dés jamais n'abolira le hasard ('Een worp met dobbelstenen maakt geen einde aan het toeval') uit 1897, zijn laatste belangrijke gedicht.

## Werken
- L'après-midi d'un faune (1876), muzikaal geïllustreerd door Claude Debussy (1894)
- Pages (1891)
- La Musique et les lettres (1894)
- Divagations (1897)
- Hérodiade  (1864)

### Nederlandse vertaling
- De middag van een Faun, vertaald door Paul Claes, Amsterdam: Athenaeum
- Gedichten, vertaald en toegelicht door Paul Claes, Amsterdam: Athenaeum, 1986

## Publicaties
- Œuvres complètes de Mallarmé. Édition présentée, établie et annotée par Henri Mondor et Gérard Jean-Aubry, Paris, Gallimard, « Bibliothèque de la Pléiade », 1945.
- Œuvres complètes de Mallarmé. Édition présentée, établie et annotée par Bertrand Marchal, Paris, Gallimard, « Bibliothèque de la Pléiade », 2 tomes, 1998-2003.
- Poésies et autres textes de Stéphane Mallarmé, Paris, Le Livre de Poche, 2005.